# Røkland
Røkland (lulesamiska: Rævkka, pitesamiska: Rävvka) är en tätort i Saltdals kommun i Nordland fylke i norra Norge. Orten ligger vid Europaväg 6, Nordlandsbanan och Saltelva, söder om kommunens centralort Rognan.